# دریاچه توبچیتسکه
دریاچه توبچیتسکه (انگلیسی: Tobechytske Lake) یک دریاچه آب شور در شبه‌جزیره کریمه است.